# Verse
Die Verse ist ein 24,5 km langer, orografisch linker und südwestlicher Nebenfluss der Lenne im Sauerland, der im nordrhein-westfälischen Märkischen Kreis verläuft.

## Geographie

### Verlauf
Der Fluss entspringt nordöstlich von Meinerzhagen und durchfließt von dort aus in nördlicher Richtung die Fürwiggetalsperre und Versetalsperre, die sich beide südöstlich von Lüdenscheid befinden. Unterhalb des zuletzt genannten Stausees durchfließt die Verse den Lüdenscheider Ortsteil Brüninghausen und knickt dann nach Nordosten ab. Im Werdohler Ortsteil Versevörde mündet der Fluss in die Lenne.

### Zuflüsse
(Von der Quelle zur Mündung)
- Schürfelder Becke (links)
- Brinkbach (rechts)
- Fürwigge (links)
- Hülsbach (links)
- Wüster Siepen (links)
- Herverler Bach (rechts)
- Dürhöltener Siepen (rechts)
- Isensiepen (rechts)
- Steinmecke (rechts)
- Holstadter Siepen (links)
- Landfertsiepen (links)
- Fauler Siepen (links)
- Klamer Bach (links)
- Hemeke (links)
- Spielwigger Bach (links)
- Männekes Siepen (links)
- Düsmecke (rechts)
- Ölmühlenbach (links)
- Bremecker Bach (links)
- Kohlmecke (rechts)
- Leifringhausener Bach (links)
- Schlittenbach (links)
- Barensiepen (rechts)
- Brumke (links)
- Wiemecke (links)
- Oberborbecke (links)
- Borbecke (links)
- Schwarze Ahe (rechts)
- Deitenbecker Bach (rechts)
- Solmbecke (rechts)

## Industrie und Tourismus

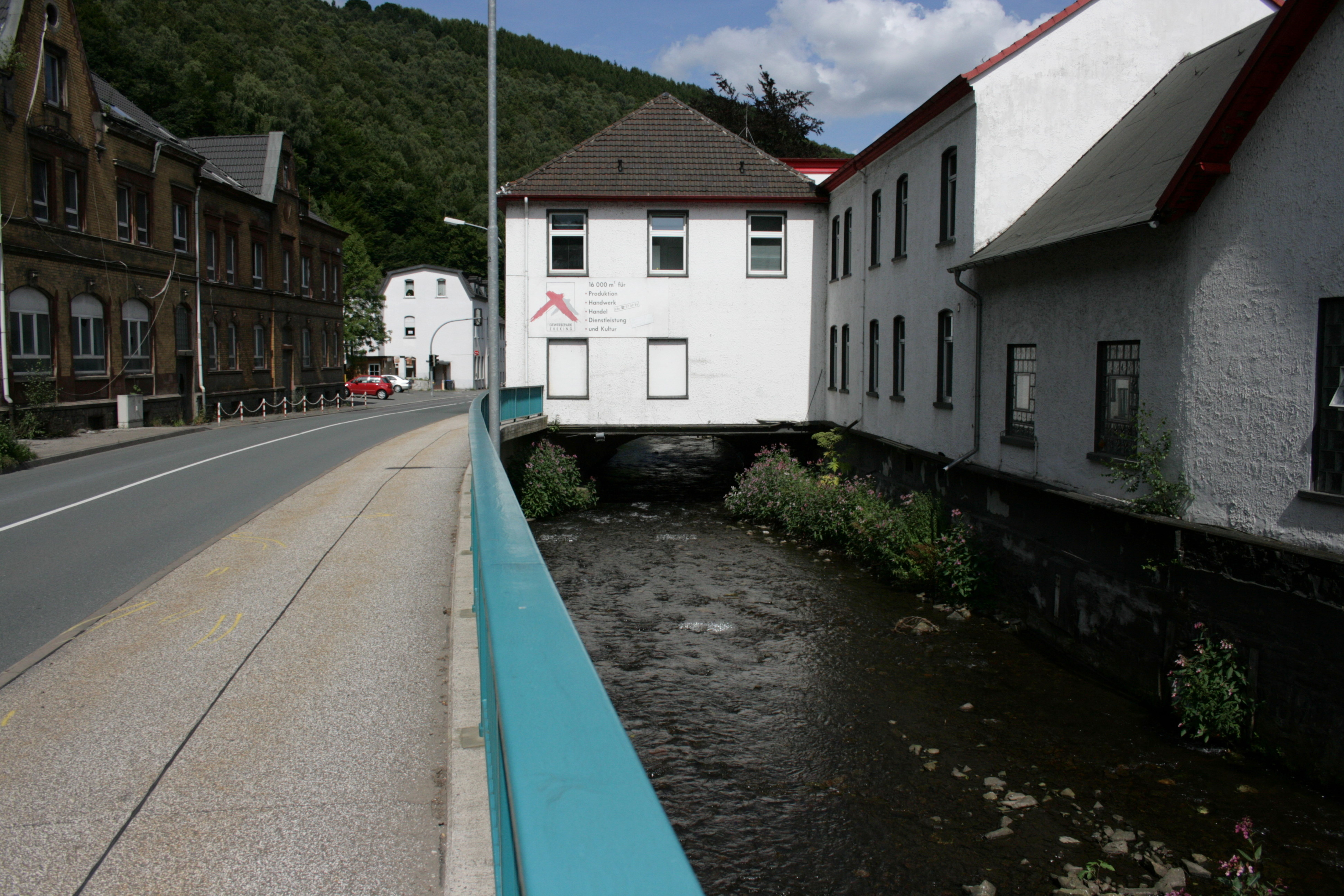
Im engen Kerbtal der Verse, hier in Eveking, nutzte man jeden Raum zur Bebauung aus.

Durch das relativ starke Gefälle wurden die Verse und ihre Nebenbäche früher häufig für Wasserbetriebene Hammerwerke genutzt. Besonderen Reiz weist der Abschnitt zwischen Lüdenscheid und Werdohl auf, der als das eigentliche „Versetal“ bezeichnet wird.
Das Schmiedemuseum Bremecker Hammer liegt am Bach Bremecke in unmittelbarer Nähe seiner Mündung in die Verse.